# Pustosz (góra)
Pustosz (niem. Wernersberg, 941 m n.p.m.) – szczyt w południowo-zachodniej Polsce, w południowo-zachodniej  części Gór Bialskich w Sudetach Wschodnich.
Wzniesienie w masywie szczytu Sucha Kopa zbudowane z gnejsów i łupków. Od południowego wschodu doliną potoku wiedzie na górę Droga Marianny.

## Szlaki turystyczne
Doliną biegnie szlak turystyczny:
- niebieski E3 ze wsi Kamienica do Stary Gierałtów